# 陳俊郎
陳俊郎，中華民國外交官，現任外交部東部辦事處處長。

## 經歷

### 學業
- 1980年－1985年，致理商業專科學校國貿科
- 1988年－1990年，國立臺灣科技大學工業管理技術系乙組
- 1990年－1992年，大同大學事業經營研究所[5]

### 工作
- 1993年－1995年，中華民國對外貿易發展協會專員
- 1996年，外交部總務司薦任科員
- 1996年－1997年，美國愛達荷州立大學語言訓練
- 1997年－1999年，外交部國際組織司薦任科員
- 1999年－2005年，駐休士頓臺北經濟文化辦事處三等秘書、二等秘書
- 2005年－2006年，外交部國際組織司秘書回部辦事
- 2007年－2008年，外交部領事事務局護照行政組秘書回部辦事、簽證組科長
- 2009年－2015年，駐聖文森國大使館一等秘書、副參事
- 2015年，外交部非政府組織國際事務會副參事回部辦事
- 2016年－2018年，外交部東部辦事處副參事回部辦事
- 2018年－2019年，駐吉里巴斯共和國大使館副參事
- 2019年－2020年，駐馬紹爾群島共和國大使館副參事
- 2020年－2023年，駐斐濟臺北商務代表處副組長、組長
- 2023年－2025年，駐清奈臺北經濟文化辦事處處長
- 2025年起，總領事回部辦事兼東部辦事處處長[5]

| 外交職務      | 外交職務                                | 外交職務      |
| ------------- | --------------------------------------- | ------------- |
| 前任： 王北平 | 中華民國駐清奈處長 2023年2月－2025年6月 | 繼任： 許書智 |